# 久留里城
久留里城（くるりじょう）は、千葉県君津市久留里付近にあった日本の城。別名雨城・霧降城・浦田城とも呼ばれる。

## 概要
久留里城は室町時代に上総武田氏の武田信長によって築かれた山城（古久留里城）で、以降は信長の子孫である真里谷氏が支配した。戦国時代には真里谷氏は衰え、代わって里見氏の拠る所となり、里見氏によって再構築され（新久留里城）、佐貫城と共に対北条氏の最前線を担った。その後、江戸時代には久留里藩の藩庁として再整備され、酒井氏の加増地となった17世紀末から18世紀半ばを除いて、近世城郭として明治維新まで維持された。

## 構造
久留里城は現在本丸のある近世城郭部に加え、安住原地区、怒田遺跡および山麓小櫃川河畔の近世居館部の4つの郭群からなる。この内、江戸時代には近世城郭部と近世居館部のみが城域として維持されたが、安住原地区については真里谷氏時代の遺構であり、里見氏時代には既に放棄されていたと考えられている。ただし、安住原地区は里見氏時代も引き続き使用されたと考える向きも多い。

## 遺構

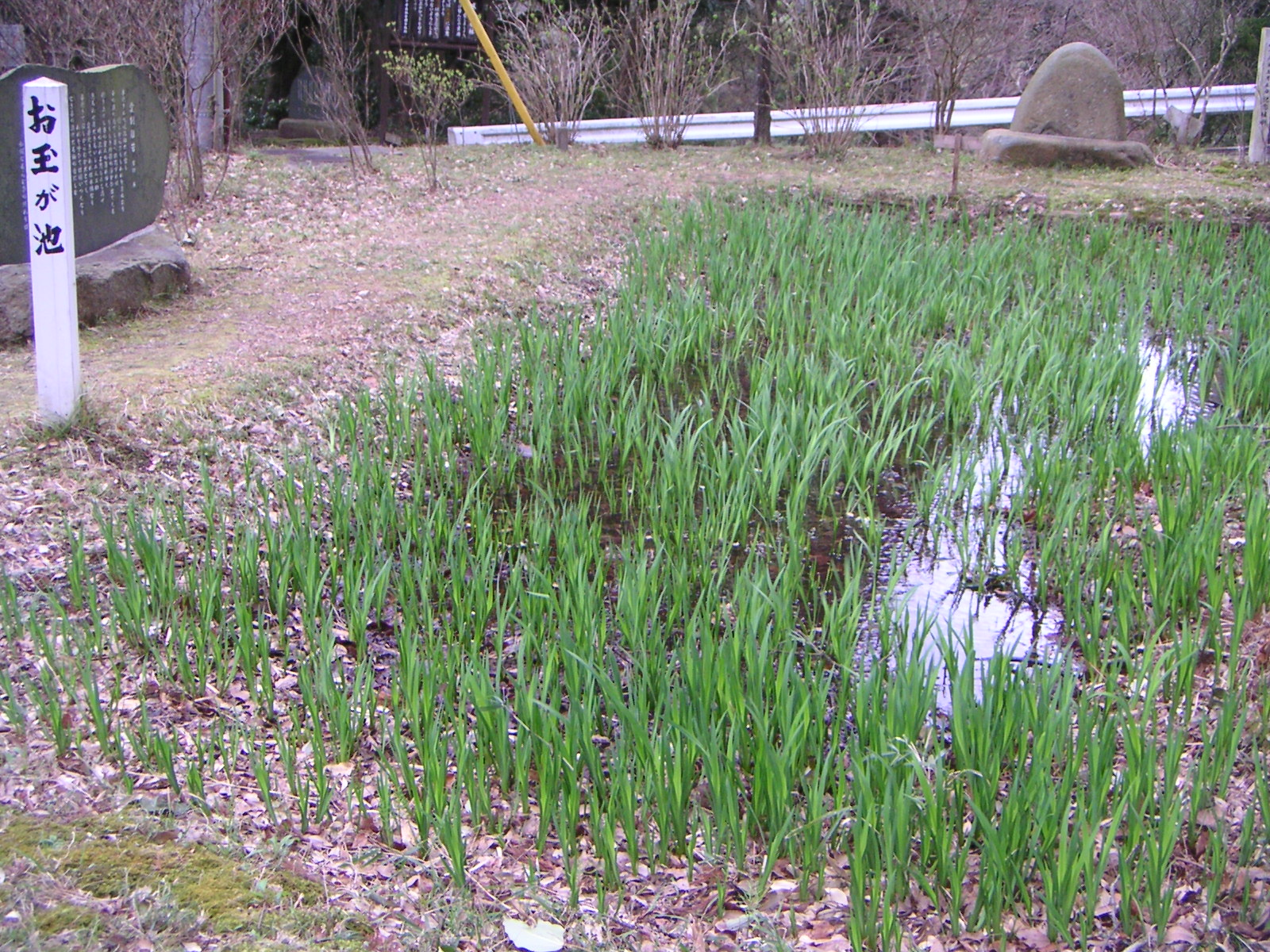
お玉が池

山麓の近世居館部は一部の土塁を除き開発により消滅したが、車道で一部が削られたものの山上の遺構は比較的よく残り、天守台等の近世遺構に加え、堀切や削り残し土塁等の中世里見氏時代の遺構も見られる。また、山上は湧水が豊富で、男井戸・女井戸、お玉が池を始めとする、複数の水源が現在でも水を湛えている。

## 沿革

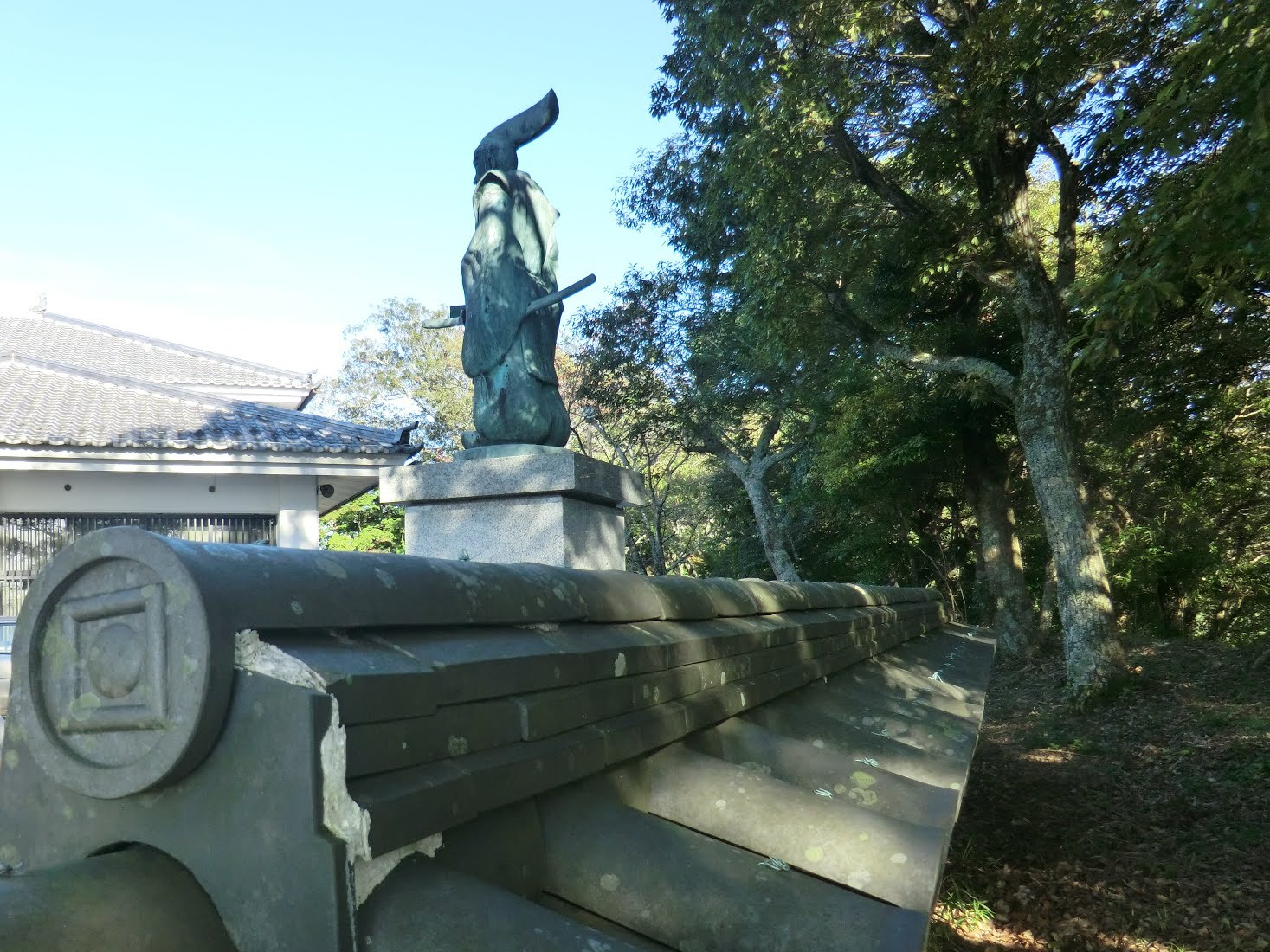
久留里城址資料館前（二の丸）に立つ新井白石像 - 2012年

### 古久留里城
平将門の三男頼胤が築城したという伝説もあるが定かではない。
上総武田氏の祖となった武田信長が康正元年（1455年）に上総国守護代に任ぜられ、翌康正2年（1456年）に築城したといわれるのが史実に基づく最初の築城である。
戦国時代には、武田氏が戦乱や内紛により弱体化した機に乗じて里見氏がこれを抑えた（里見成義がここを開城させたとも、里見義堯が武田一族であった前城主武田真勝に城を譲らせたともいう）。

### 久留里城
天文4年（1535年）里見義堯はこの地を本拠とし、改めて古久留里城（上の城）の下に新たに現在の城地に久留里城を築いた（ただし、年代に異説あり）。永禄7年（1564年）、北条軍の上総侵攻により城は一時陥落した。その後、再び里見氏が奪還した。
天正18年（1590年）豊臣秀吉による小田原征伐の際に、里見義康は私戦を禁じた惣無事令違反により、秀吉の不興を買い安房一国の領有はゆるされたが、上総の所領を没収された。この年に徳川家康が関東に入封し久留里城には松平（大須賀）忠政が3万石を与えられ入城した。忠政は城下町整備に尽力し後の基盤が出来上がった。
その後、江戸時代には久留里藩の藩庁となった。慶長6年（1601年）松平（大須賀）忠政が関ヶ原の戦いの功により3万石加増の上、遠江国横須賀城に転封となった。代わって土屋忠直が2万石で入城した。土屋氏は延宝7年（1679年）改易となり廃藩、一時廃城となった。寛保2年（1742年）上野国沼田城より譜代大名の黒田直純が3万石で入城し再び立藩した。黒田氏は明治維新まで居城し、明治5年（1872年）廃城令により久留里城の歴史は終わった。
昭和30年（1955年）に城郭跡地の国有地を借り受けて城山公園に整備を行った。昭和54年（1979年）には模擬天守が土壇の天守台脇にRC構造にて建造された。江戸末期に実際に建っていたものは、現存する当時の文献や、礎石の配列状況からして2層2階であったと推定されているが、再建された天守は浜松城模擬天守をモデルとした2層3階であり、実際に建っていたものとは大幅に異なる。模擬天守内は展示物は全国に現存する天守閣のパネル展示くらいで、展望台として利用されている。
- 雨城

この城の周りでよく雨が降ることから、別名雨城と呼ばれている。

## アクセス

### 最寄駅
「久留里駅」（JR久留里線）

### 最寄バス停留所
「久留里城三の丸跡」
- 高速バス【アクシー号】木更津金田BT・東京駅行
  - ◆木更津金田BTで羽田空港行／成田空港行高速バスに乗り換えができる。
- 高速バス【カピーナ号】千葉駅行、安房鴨川駅（亀田病院）行